# Platysenta turpis
Platysenta turpis là một loài bướm đêm trong họ Noctuidae.